# 릭 워렌
리처드 듀앤 릭 워렌(Richard Duane Warren, 1954년 1월 28일 - )는 미국의 복음주의 기독교 목사이며 많은 책들의 저자이다. 그는 캘리포니아 주 레이크 포레스트에 있는 초대형 복음주의 교회인 새들백 교회를 설립한 목사이다. 그는 베스트 셀러 작가이며  가장 잘 알려진  책  목적이 이끄는 삶이다.  3000만부 이상 팔렸다.  이 책이 웨렌을 뉴욕 타임즈 베스트셀러 작가로 만들었다.

## 학력
- 사우스웨스턴 침례신학대학원,
- 풀러 신학교
- 캘리포니아 뱁티스트 대학

## 목적이 이끄는 삶
그는 나는 왜 이 세상에 존재하는가? 질문을 던진다. 질문에 대한 5가지의 목적으로 답변한다.
첫번째 목적: 우리는 하나님의 기쁨을 위해 계획되었다.  두번째 목적: 우리는 하나님의 가족으로 태어났다.   세번째 목적: 우리는 그리스도를 닮도록 창조되었다.   네번째 목적: 우리는 하나님을 섬기기 위해 지금의 모습으로 지음받았다.  다섯번째 목적: 우리는 사명을 위해 지음받았다.

## 비판
서창원 박사는 “릭 워렌 목사가 제시하는 것은 하나님의 계시를 가장한 세상의 지혜에 불과한 것”이라며 “그의 책 ‘목적이 이끄는 삶’은 기독교 진리를 대변하는 책이 아니라 기독교의 본질을 왜곡하는 책이며 배도의 길을 가도록 권장하는 책”이라고 비판한다. 죄에 대한 성경해석의 왜곡도 심각하다고 평가한다. 영적인 기독교의 본질보다는 세속적 가치에 중점을 둔다고 비판한다.
마셜 데이비스(Marshall Davis; 미국 로체스터 제일침례교회 담임) 박사는  이 책은 미국교회의 새 바람인  ‘구도자 중심적인 교회사역 모델’의 위험성을 경고한다. 대형교회운동과 맥을 같이하는 구도자 중심의 교회성장운동이 바로 <목적이 이끄는 삶>이 추구하는 교회운동 철학이라는 설명한다. 그는 로버트 슐러(미국에서 전국적인 명성을 얻은 최초의 초대형 교회 목회자, 수정교회 담임)와 노만 빈센트 필(그의 가장 유명한 책 <적극적 사고방식>의 영향이 가장 크다고 한다. 복음을 강조하기보다는 구도자들의  필요를 채워준다고 한다. 이런 모습은 대중적인 심리학에 뿌리를 둔 ‘치유적 복음’으로 심리적 질병과 회복의 언어를 사용한 목회라고 한다. "시장 중심적 방법론과 철학적 실용주의, 그리고 엔터테인먼트 위주의 예배방식이 <목적이 이끄는 삶>을 따르는 교회를 지배하게 되었다"고 그는 비판하였다.

## 같이 보기
- 새들백 교회

## 참고 문헌
- The Daniel Plan: 40 Days to a Healthier Life (ISBN 978-0310344292)
- The Purpose Driven Church (ISBN 0-310-20106-3)
- The Purpose Driven Life (ISBN 0-310-20571-9)
- Answers to Life's Difficult Questions (ISBN 0-9660895-2-9)
- The Power to Change Your Life (ISBN 0-9660895-1-0)
- What on Earth Am I Here For? Booklet (ISBN 0-310-26483-9)
- Personal Bible Study Methods (ISBN 0-9660895-0-2)
- The Purpose of Christmas (ISBN 978-1416559009)[9]